# Lentillères
Lentillères ist eine französische Gemeinde im Département Ardèche in der Region Auvergne-Rhône-Alpes mit 236 Einwohnern (Stand 1. Januar 2022).

## Geographie
Das Dorf liegt etwa zehn Kilometer westlich der Kantons-Hauptstadt Aubenas an der südöstlichen Grenze des Regionalen Naturparks Monts d’Ardèche, im sogenannten Piémont Cévenol.